# قرار مجلس الأمن التابع للأمم المتحدة رقم 2088

## تعريف عام
قرار مجلس الأمن التابع للأمم المتحدة رقم 2088، المتخذ بالإجماع في 24 يناير 2013. يتعلق بالحالة في جمهورية أفريقيا الوسطى. في هذا القرار، مدد المجلس ولاية مكتب الأمم المتحدة المتكامل لبناء السلام في جمهورية أفريقيا الوسطى (BINUCA) حتى 31 يناير 2014. كما أعرب عن قلقه إزاء تدهور الوضع الأمني والإنساني في البلاد، ودعا جميع الأطراف إلى احترام اتفاقات السلام ووقف الأعمال العدائية.

## القرار
نص القرار على:
1. تمديد ولاية مكتب الأمم المتحدة المتكامل لبناء السلام في جمهورية أفريقيا الوسطى (BINUCA): مدد القرار ولاية المكتب حتى 31 يناير 2014، مشددًا على أهمية دوره في دعم بناء السلام والاستقرار في البلاد.
2. دعوة إلى الالتزام بالسلام: دعا القرار جميع الأطراف إلى احترام اتفاقات السلام القائمة، بما في ذلك اتفاق ليبرفيل الموقع في يناير 2013، والذي كان يهدف إلى تحقيق تسوية سلمية للأزمة.
3. قلق إزاء الوضع الأمني والإنساني: أعرب المجلس عن قلقه البالغ بشأن تدهور الوضع الأمني والإنساني في جمهورية أفريقيا الوسطى، مع تزايد الهجمات على المدنيين والانتهاكات الجسيمة لحقوق الإنسان.
4. إدانة الأعمال العدائية: أدان القرار الأعمال العدائية التي قامت بها الجماعات المسلحة، بما في ذلك حركة سيليكا التي كانت تشكل تهديدًا كبيرًا للحكومة والاستقرار الوطني.
5. دعم الجهود الإقليمية: رحب المجلس بالجهود التي تبذلها الجماعة الاقتصادية لدول وسط أفريقيا (ECCAS) ودول الجوار لدعم الحوار السياسي والعمل على تحقيق الاستقرار.
6. تسليط الضوء على احتياجات التنمية: أشار القرار إلى أهمية معالجة الأسباب الجذرية للصراع، بما في ذلك الفقر وضعف المؤسسات، ودعا إلى تعزيز الدعم الدولي لإعادة الإعمار والتنمية.

يعكس القرار التزام المجتمع الدولي بدعم السلام في جمهورية أفريقيا الوسطى، التي كانت تعاني من أزمة سياسية وأمنية حادة. ويمثل توجيهًا للدول الأعضاء والأطراف المعنية بضرورة احترام حقوق الإنسان ودعم الحلول السلمية.

## روابط خارجية
- نص القرار في undocs.org